# Нона
Но́на (лат. nona — дев'ята) — музичний інтервал, шириною в дев'ять ступенів, позначається цифрою 9. Є складеним інтервалом і розглядається як секунда через октаву. Подібно до секунди, має три основні різновиди:
- Мала нона — інтервал в дев'ять ступенів і шість з половиною тонів;
- Велика нона — інтервал в дев'ять ступенів і сім тонів;
- Збільшена нона — інтервал дев'ять ступенів і сім з половиною тонів

Ноною (або ноновим тоном) також називається найвищий звук нонакорду в стисненому розташуванні (тобто при розташуванні звуків акорду по терціям).
У вірші — рідкісна дев'ятиверсова строфа, що має вигляд октави з одним доданим рядком, наділена потрійною римою.